# Marijan Antolović
Marijan Antolović, né le 7 mai 1989 à Vinkovci en Yougoslavie (auj. en Croatie), est un footballeur croate. Il occupe actuellement le poste de gardien de but au NK Osijek.

## Biographie

### Signature au Legia Varsovie, en Pologne
En juin 2010, Antolović signe un contrat portant sur quatre saisons avec le Legia Varsovie, club polonais. Il doit alors succéder à Ján Mucha, ancien titulaire et qui a rejoint Everton. Cependant, après quelques matches en championnat, il est relégué sur le banc de touche au profit de Dušan Kuciak et y reste toute la saison. Il ne joue pas non plus la finale de Coupe de Pologne gagnée par son équipe. La saison suivante, il devient la quatrième gardien dans la hiérarchie du Legia et est relégué en équipe réserve.
En mars 2012, n'ayant pas disputé un seul match professionnel en plus de six mois, il est prêté au Borac Banja Luka.

## Palmarès
- Champion de Bosnie-Herzégovine en 2013 avec le Željezničar.